# Retzia
Retzia es un género con cinco especies de plantas  perteneciente a la familia Stilbaceae. 
En APWeb se le considera un sinónimo del género Stilbe

## Especies seleccionadas
- Retzia campanuloides
- Retzia capensis
- Retzia pilosa
- Retzia roelloides
- Retzia spicata